# کوباتو (مانگا)
کوباتو (こばと。) مانگایی ژاپنی اثر کلمپ است. این مانگا اولین بار توسط انتشارات شوگاکوکان از دسامبر ۲۰۰۴ تا اوت ۲۰۰۵ تحت عنوان کوباتو (کاری) در ماهنامه ساندی جین اکس منتشر شد. سپس ادامهٔ آن از اکتبر ۲۰۰۶ تا ژوئیه ۲۰۱۱ در مجلهٔ نیوتایپ کادوکاوا شوتن به چاپ رسید.
براساس این مانگا یک مجموعه تلویزیونی انیمه ۲۴ قسمتی به کارگردانی میتسیوکی ماسوهارا توسط استودیوی مدهاوس دستمایه اقتباس قرار گرفت که از اکتبر ۲۰۰۹ تا مارس ۲۰۱۰ پخش شد.

## داستان
کوباتو دختری شیرین، خوش ذوق، بامزه و در عین حال ساده‌لوح است که از بهشت مأمور شده تا یک بطری مرموز را از «قلب‌های شفا یافته» مردم پر کند. او باید قبل از پایان چهار فصل مأموریت خود را انجام دهد. همان‌طور که کوباتو تلاش می‌کند تا مأموریت خود را انجام دهد، ایوریوگی -روحی راهنما به شکل یک سگ عروسکی- همراه او می‌شود. دنیای ارواح ایوریوگی را مسئول نظارت بر کوباتو قرار داده است؛ پس او باید کوباتو را راهنمایی کند و اطمینان حاصل کند که او در ماموریتش موفق می‌شود.